# 臍帶繞頸
臍帶繞頸（nuchal cord）是指胎兒在母體子宮內時，發生臍帶纏繞在胎兒頸部的情形。臍帶繞頸的胎兒出生後，可能很快就會出現臉色發黑、面部瘀青及眼白布有血絲等症狀。。因此而引起的併發症包括羊水中摻雜胎糞、出生後呼吸困難、貧血及死產。圍繞的圈數愈多，胎兒的風險愈高。
如在母親分娩過程中，胎兒的心跳速率開始下降時，即需懷疑可能有臍帶繞頸的情形，而典型的確診方式為當胎兒的頭部產出時，將手指伸至其頸部四周觸摸確認。接受超音波檢查則能在生產前評估有無臍帶繞頸及其程度如何。
如果在分娩過程中發現有此現象，處理方式為嘗試解開，若臍帶無法解開，需夾住並剪斷臍帶，分娩仍可照常進行，結果往往也是順利的；胎兒可能因此發生長期腦部受損或腦性麻痺，但非常罕見。胎兒發生臍帶繞頸的機率約佔生產數的四分之一。至少早在西元前 300 年，希波克拉底就有臍帶繞頸的相關記述。